# Petrochemie

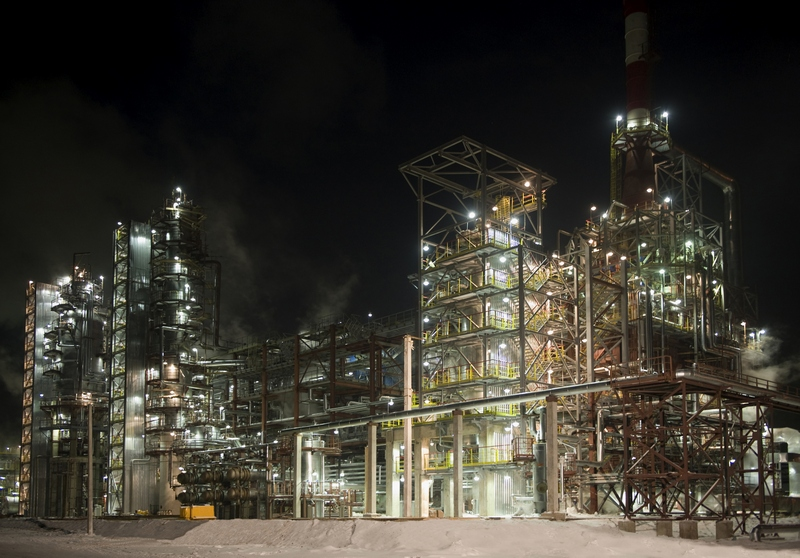
Een petrochemisch complex

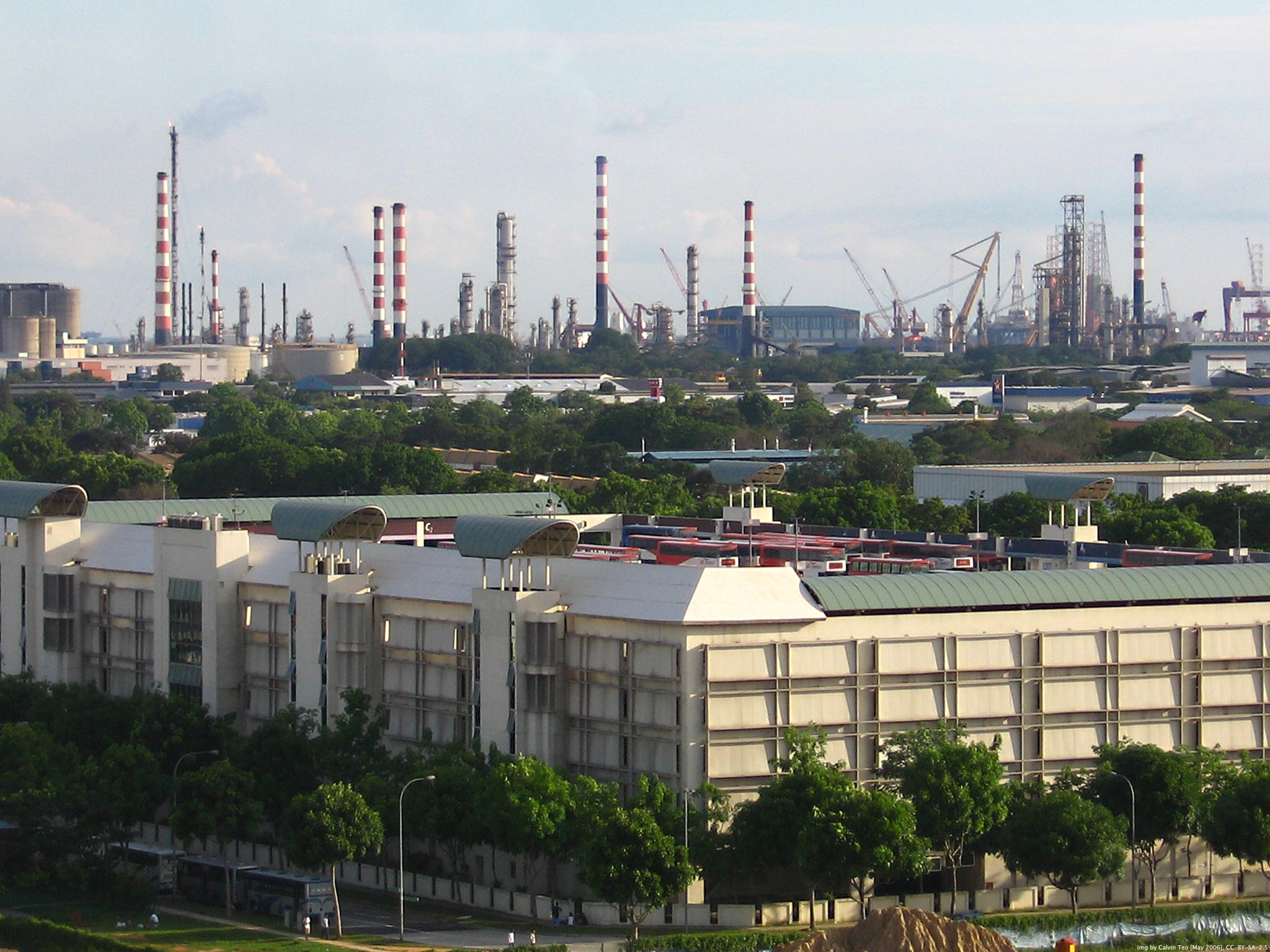
Blik op de petrochemische industrie in Singapore.

Petrochemie is de tak van scheikunde die zich bezighoudt met verwerking van aardolie (petroleum) en de producten daaruit. Deze kennis wordt vooral ingezet in de petrochemische industrie, bijvoorbeeld bij het kraken van aardolieproducten in een aardolieraffinaderij. De eerste commerciële toepassing van een product uit de petrochemie was in 1920 isopropylalcohol, dat voor cosmetica gebruikt wordt. De petrochemische industrie is een onderdeel van de chemische industrie.

## Geschiedenis

### Voorgeschiedenis
Er ontwikkelde zich in de 19e eeuw een uitgebreide steenkoolteerchemie, waarbij uit reststoffen van gasfabrieken en cokesfabrieken tal van nuttige stoffen konden worden gesynthetiseerd.
Sinds de eerste boring in 1853 kwam aardolie op steeds ruimere schaal ter beschikking. Dit is een mengsel van tal van koolwaterstoffen. Door destillatie werd dit mengsel in de diverse fracties gescheiden. Aanvankelijk was vooral de kerosine van belang. Deze werd onder de naam petroleum vooral als lampolie gebruikt.
Een tweede fractie die toepassing vond was de -veel vluchtigere- benzine. Pas begin 20e eeuw begon benzine een goed verkoopbaar product te worden. Hiertoe moest ruwe benzine verder worden gedestilleerd.

### Aromaten
Sommige aardoliesoorten, zoals de Borneo-olie die door de BPM werd gewonnen, waren rijk aan aromatische verbindingen. Dezelfde soort verbindingen speelde een belangrijke rol in de steenkoolteerchemie. Er konden onder meer kleurstoffen, medicijnen, bestrijdingsmiddelen en springstoffen mee worden vervaardigd. Omdat nu ook aardolie de grondstoffen hiervoor leverde, trachtte men op aardoliebasis de steenkoolteerchemie na te bootsen. In 1908 werd in Pernis de benzine-inrichting, een voorloper van Shell Pernis, in werking gesteld. Hier werd de in Balikpapan geproduceerde benzine verder gedestilleerd, waarbij ook een fractie ontstond die 60% tolueen bevatte en toluolbenzine werd genoemd. In Reisholz bij Düsseldorf werd een fabriek gebouwd, waarbij met behulp van zwavelzuur en salpeterzuur een nitratieproces werd uitgevoerd, dat mononitrotolueen opleverde. Dit was een belangrijke grondstof voor de Duitse kleurstoffenindustrie.
De Eerste Wereldoorlog leidde tot een grote vraag naar springstoffen, zoals TNT, voor de fabricage waarvan tolueen vereist is. Ook in de Verenigde Staten werd, in de raffinaderij te San Francisco van Standard Oil, tolueen gewonnen voor de TNT-fabricage. Toen na de Eerste Wereldoorlog de behoefte aan aromatische stoffen weer het vooroorlogse niveau bereikte, kon de steenkoolteerchemie weer geheel aan de vraag voldoen.

### Omzetten van zware fracties
Een volgend onderzoeksgebied van de petrochemie was de omzetting van zwaardere aardoliefracties in de lichtere. Dit kon geschieden door middel van kraken en hydrogenering. Het kraken werd in 1910 voor het eerst toegepast, zodat men een groter deel van de ruwe aardolie als benzine kon verkopen.

### Alifaten

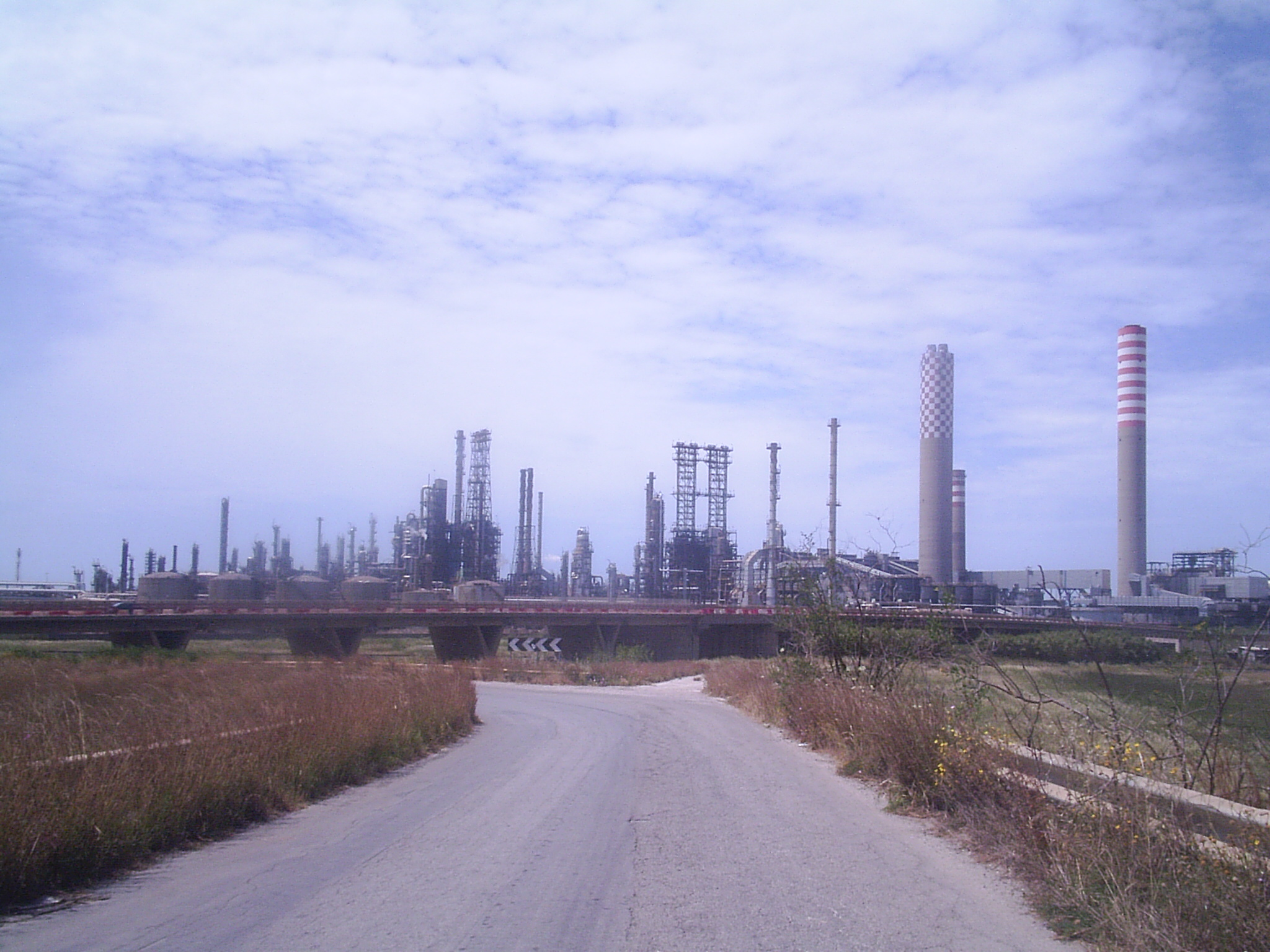
Petrochemisch complex te Gela, Italië

Terwijl het aardolieraffinageproces een fysisch scheidingsproces is, werden chemische methoden belangrijk in de aardolie-industrie bij pogingen om de eigenschappen van de diverse producten, zoals motorbenzine, te verbeteren. Daarnaast vonden in de raffinaderijen in toenemende mate chemische processen plaats, zoals het kraken in 1910, om bepaalde fracties in optimale hoeveelheden te vervaardigen.
Bij het kraken ontstonden nevenproducten, waaronder gassen en nafta. Deze producten leverden stoffen als ethyleen, propyleen, buteen en dergelijke. Voorheen werden deze stoffen langs een moeizame weg gevormd, onder meer uit acetyleen, een product dat uit carbid (met als grondstof steenkool en ongebluste kalk) werd verkregen. Vanuit aardoliefracties was de bereiding van ethyleen en dergelijke veel eenvoudiger.
Bij deze processen, en ook bij de eigenlijke raffinage, kwamen tal van stoffen vrij, waaronder het zogenaamde raffinaderijgas, die geen toepassing hadden en waarvoor men toepassingen zocht maar die tot dan toe afgefakkeld werden. 
Ethylalcohol, dat veelvuldig als oplosmiddel werd gebruikt, werd na de Eerste Wereldoorlog in de VS door de drooglegging verboden. Standard Oil of New Jersey ging daarop in 1920 isopropylalcohol vervaardigen, dat als oplosmiddel op de markt kwam en in cosmetica gebruikt werd, maar vanaf 1925 ook, onder de merknaam "Petrahol", als koelmiddel aangewend. Daarnaast was het isopropylalcohol een basisgrondstof voor de vervaardiging van aceton, dat een belangrijk industrieel oplosmiddel is.
Een belangrijke basisgrondstof werd ethyleen. Het belang hiervan bleek in 1933, toen bij de Britse firma ICI voor het eerst, onder hoge temperatuur en druk, polyethyleen werd gevormd en de opmars van de plastics (thermoplastische polymeren) begon. In de jaren 60 kwamen de plastics sterk op, waardoor de petrochemische industrie een grote vlucht nam. De belangrijkste stof binnen de petrochemie is ethyleen, dat vooral uit nafta wordt verkregen.
De ontwikkeling van de kunststoffen valt buiten het bereik van de petrochemie, die daartoe slechts de grondstoffen, in de vorm van bepaalde monomeren, levert.
Uit aardolie verkregen butyl werd sinds 1930 toegepast in rubberproducten. Het bleek mogelijk om allerlei tussenproducten, zoals 1,3-butadieen, veel eenvoudiger uit raffinaderijproducten te vervaardigen dan voordien mogelijk was langs andere wegen, zoals de steenkoolchemie op basis van steenkoolteer.  
Na de Tweede Wereldoorlog nam niet enkel de consumptie van aardolie als brandstof toe. Naast het reeds genoemde synthetische rubber werden ook bijvoorbeeld synthetische wasmiddelen, bestrijdingsmiddelen, medicijnen en kunstvezels in steeds grotere hoeveelheden vervaardigd uit grondstoffen die verkregen worden uit aardolie.
Een van de stoffen die aanvankelijk in de synthetische wasmiddelen werd verwerkt, was het aardolieproduct Teepol, een ontvettingsmiddel, geleverd door Shell. Dit werd onder meer in het afwasmiddel Lodaline verwerkt. Concurrent ICI bracht daartoe een product onder de naam "Lissapol" op de markt. Beide producten waren biologisch slecht afbreekbaar en zorgden voor schuimvorming op de oppervlaktewateren.

## Petrochemie in Nederland
Belangrijke petrochemische bedrijven zijn bijvoorbeeld Shell Chemie met onder meer een vestiging in Moerdijk, ExxonMobil Chemical, met vestigingen in Rotterdam en Antwerpen. DSM ontplooide sinds 1970 petrochemische activiteiten op chemisch bedrijventerrein Chemelot in Geleen. In 2002 zijn deze verkocht aan het Saudische SABIC.

## Petrochemie in Vlaanderen
De petrochemische industrie in Vlaanderen vormt de tweede grootste petrochemische cluster ter wereld, na Houston in de Verenigde Staten. Bedrijven zijn bijvoorbeeld BASF, INEOS, TotalEnergies, Covestro en Evonik. Deze industrie is geconcentreerd in de regio rond de haven van Antwerpen, waar tal van grote internationale chemie- en energiebedrijven gevestigd zijn. De sector is cruciaal voor de Vlaamse economie, met een sterke focus op de productie van plastics, kunststoffen, en chemische basisproducten. Door de strategische ligging van Antwerpen en de uitstekende logistieke infrastructuur, speelt Vlaanderen wereldwijd een belangrijke rol in de petrochemische toeleveringsketen.